# 草沼

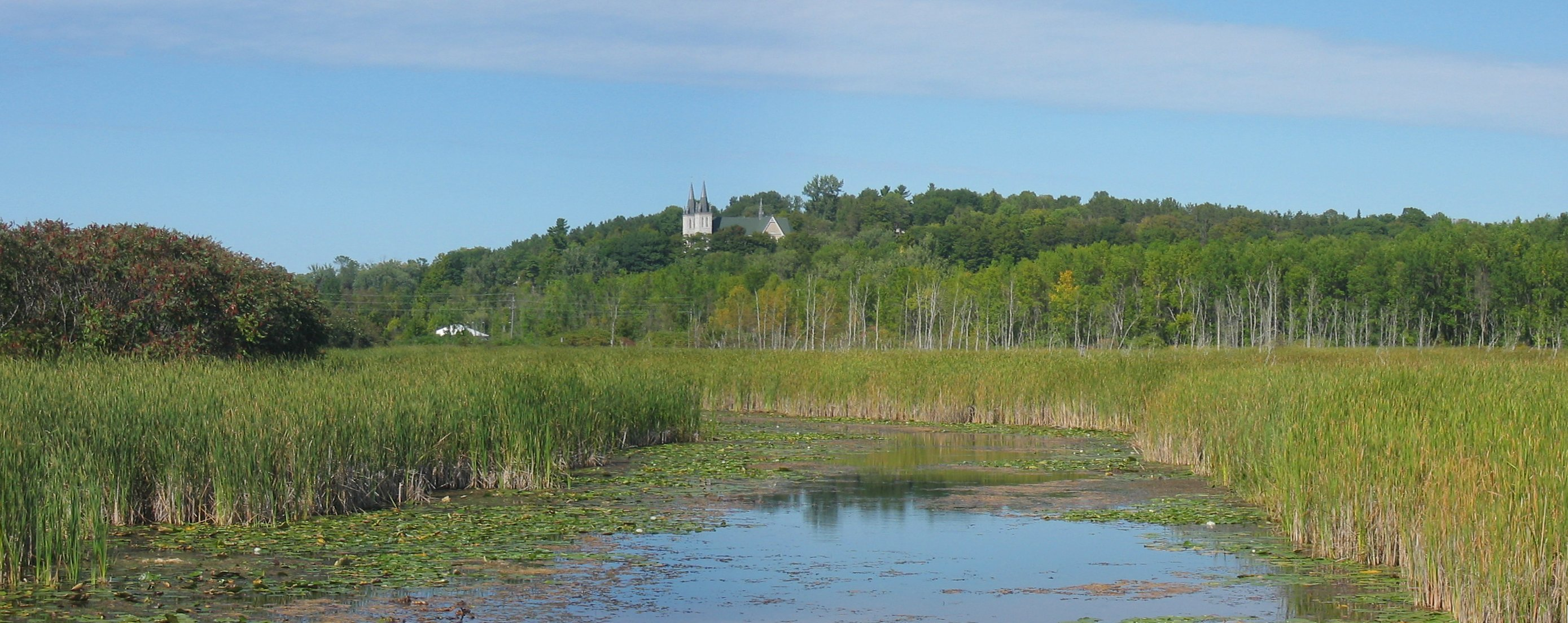
小河岸邊的草沼

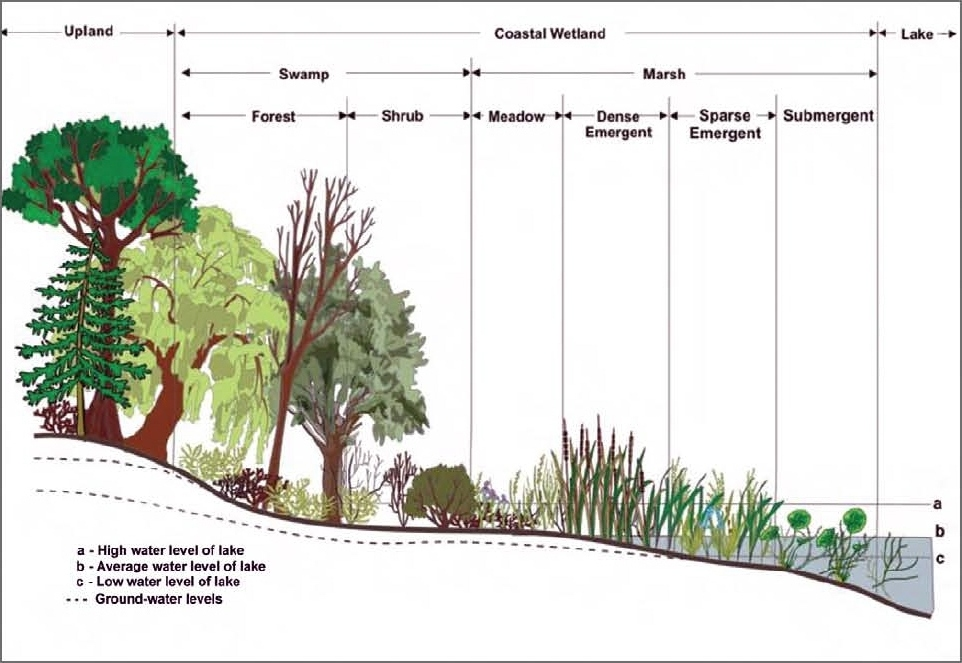
湖岸旁的植披分布

草沼即草本沼泽（英語：marsh），也叫草泽，是一种主要生长草本植物的湿地，多半可以發現在湖岸或河岸邊，介於水生與陸生生態系統的過渡，一般未被淹没，但土壤维持水浸状态。优势植物有苔草、莎草和灯芯草等，另外也會有低矮的灌木生長。和草沼不同，樹沼植披以樹為主；而沼澤則會累積許多酸性的泥炭。

## 基礎資訊

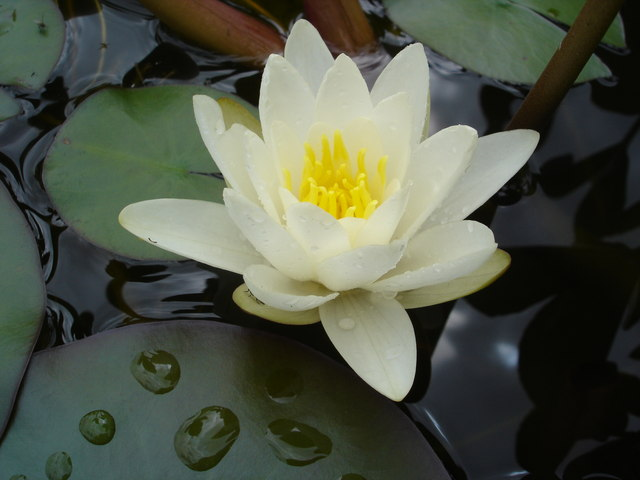
白睡蓮為歐洲草沼中的常見水生植物

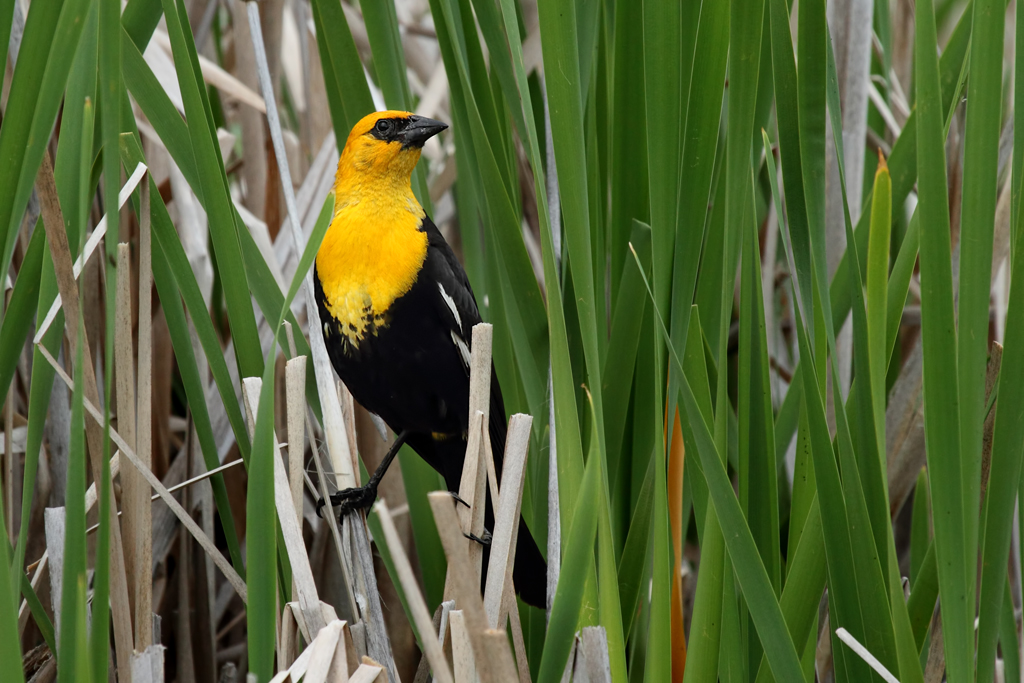
包含黃頭黑鸝之內的許多鳥類物種會將巢築在草沼中

草沼為適應水淹環境的許多植物、無脊椎動物、魚類、兩棲類、水禽與水生哺乳動物提供了棲息地，生存於的草沼植物必須能夠適應低含氧量的濕泥，許多物種具有通氣組織，這些位於莖葉之中的氣室可以將空氣由地面輸送到地底的根系之中；草沼的植物多半也具有根莖來儲存營養。這樣的植物包括香蒲、莎草、紙莎草、一本芒等。草沼中的水生動物，從蠑螈到魚類，都必須要能適應低含氧量的水環境，或是能夠直接呼吸空氣。草沼同時也具有極高的生物生產量，因此有時會成為當地漁業的重要產業來源。在水流流經草沼時，草沼能夠吸收其中的污染物及沉積物並將過濾後的水流存在草沼中。草沼和其他濕地都具有在大雨時留存大量水分的能力，可以減少洪水的發生。草沼多半為中性至鹼性，和偏酸性的酸沼不同。